# Caleana
Caleana, tiếng Anh thường gọi là Duck Orchid, là một chi phong lan thuộc phân họ Orchidoideae bản địa của Úc. 

## Hình ảnh

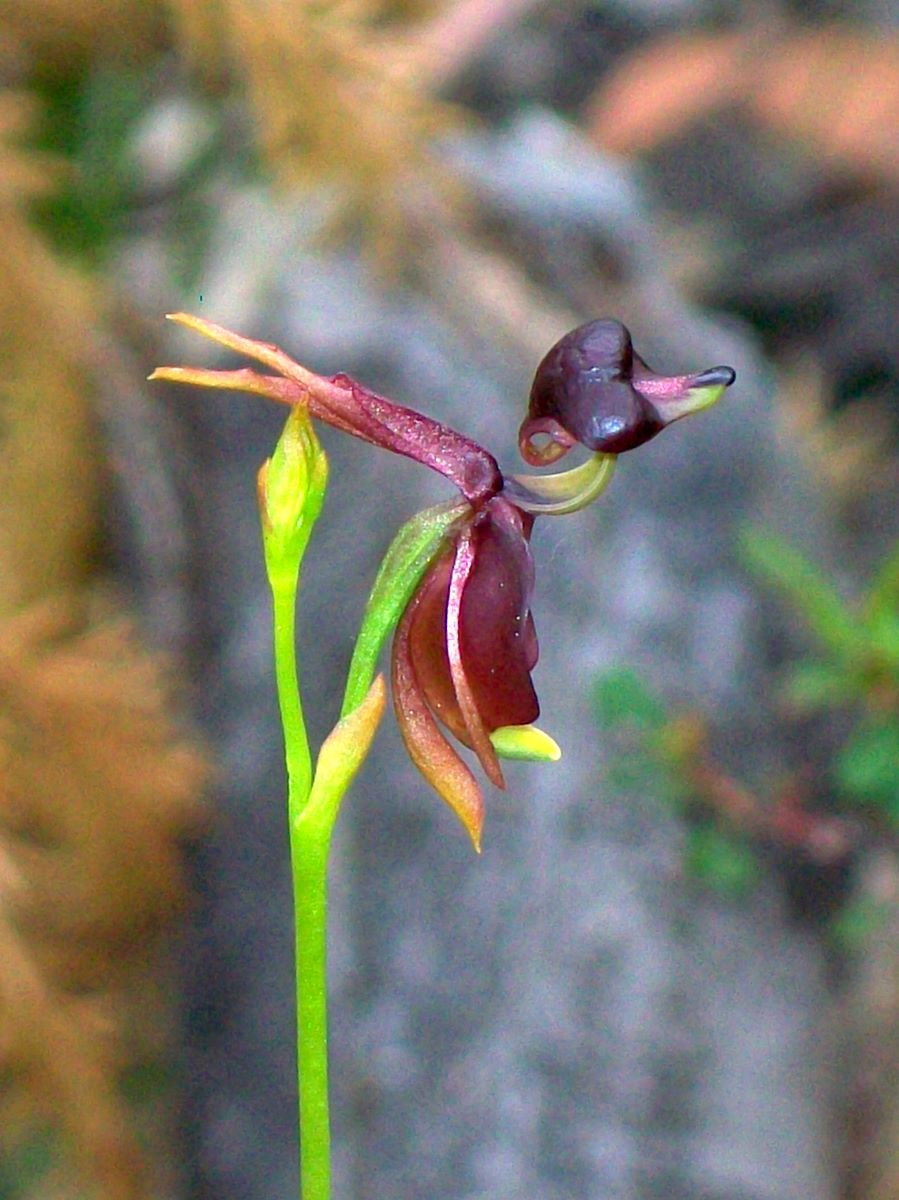

## Các loài

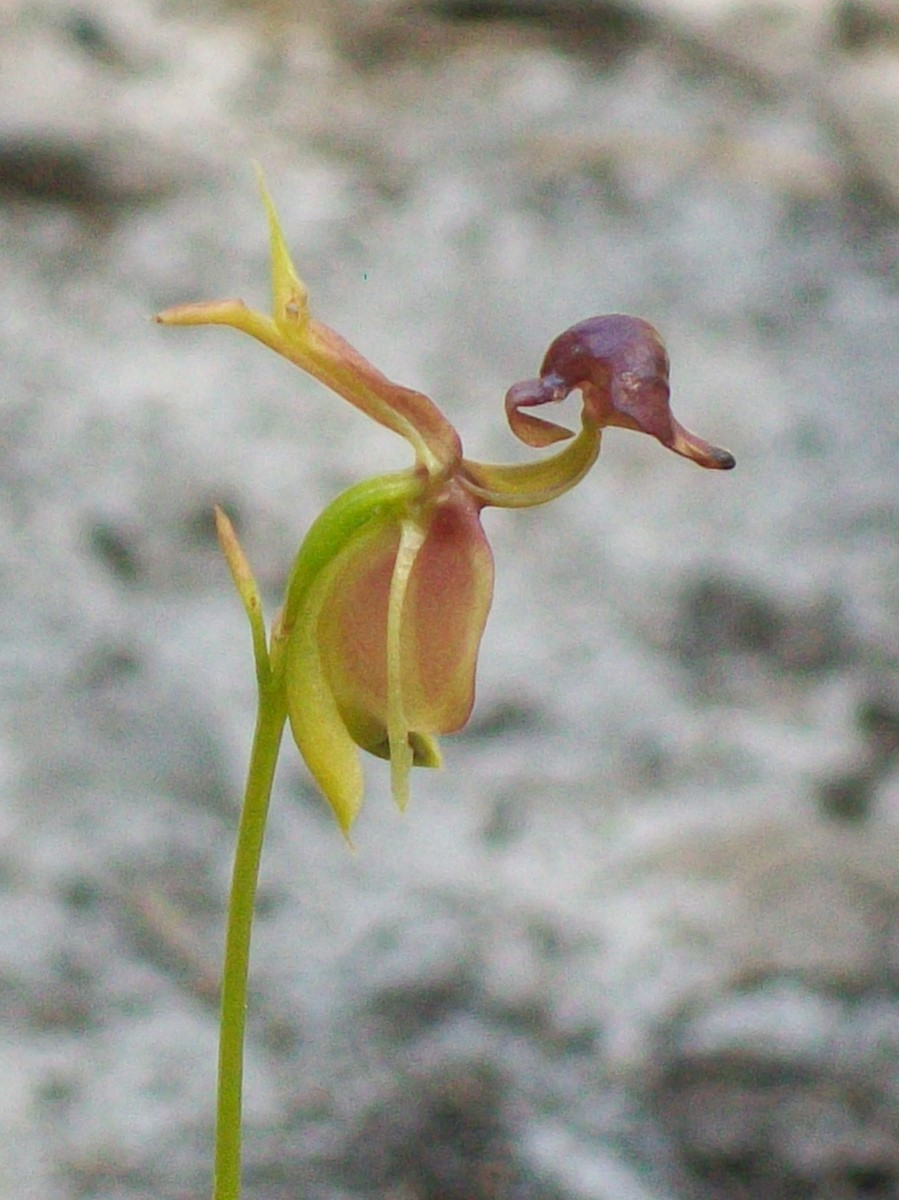
Vườn quốc gia Caleana major at Kuring-gai Chase, Úc

- Caleana major
- Caleana minor